# 梅利尼基 (巴爾區)
49°4′25″N 27°47′31″E / 49.07361°N 27.79194°E
梅利尼基（烏克蘭語：Мельники），是烏克蘭的村落，位於該國西南部文尼察州，由日梅林卡區負責管轄，處於里夫河畔，面積0.61平方公里，2001年人口19，人口密度每平方公里31.25人。